# Буллиальд (лунный кратер)
Кратер Буллиальд (лат. Bullialdus) — крупный сравнительно молодой ударный кратер, находящийся в западной части Моря Облаков на видимой стороне Луны. Крупнейший из не залитых лавой кратеров в этом море. Название присвоено в честь французского астронома, основателя фотометрии Исмаэ́ля Буйо́ (1605—1694) подписывавшего свои работы латинизированной фамилией Буллиальд и утверждено Международным астрономическим союзом в 1935 г. Образование кратера относится к позднеимбрийскому периоду, по другим источникам к эратосфенскому периоду.

## Описание кратера

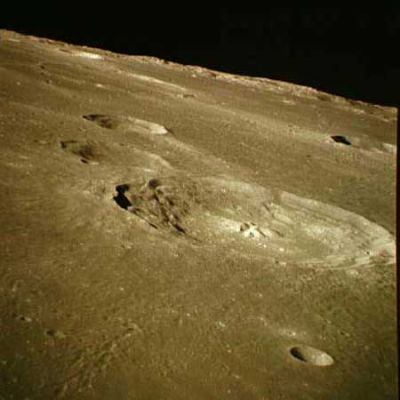
Снимок с борта Аполлона-16

Ближайшими соседями кратера являются кратер Агатархид на западе; кратер Любинецкий на севере-северо-западе; кратеры Гулд и Опельт на северо-востоке; кратер Вольф на востоке-юго-востоке; кратер Кис на юге и кратер Кениг на юго-западе. Селенографические координаты центра кратера 20°45′ ю. ш. 22°16′ з. д. / 20,75° ю. ш. 22,26° з. д., диаметр 61 км, глубина 3,51 км.
Кратер имеет полигональную форму с высоким валом. Высота вала над окружающей местностью 1210 м, объем кратера составляет приблизительно 3000 км³. Внешний откос вала покрыт большим количеством пород, выброшенных при образовавшем кратер импакте и изрезан многочисленными радиальными долинами и цепочками вторичных кратеров. В северо-западной части ореол выбросов залит морской лавой, из чего видно, что в этом месте извержения продолжались и после появления кратера. Внутренний склон кратера крутой, угол откоса западной части внутреннего склона 46°.

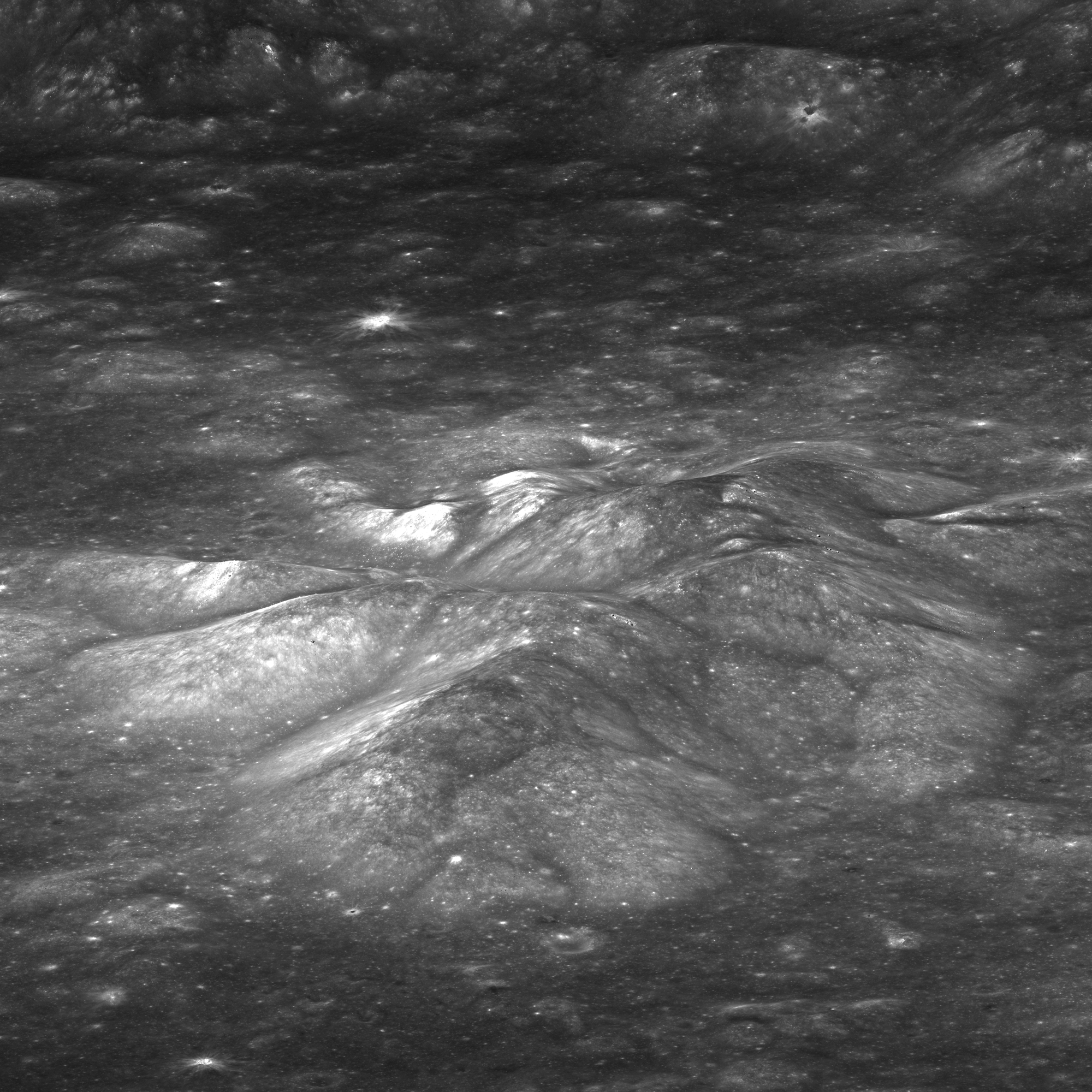
Центральный пик кратера Буллиальд (север слева). Снимок Lunar Reconnaissance Orbiter.

В чаше кратера находится несколько центральных пиков высотой до 1110 м. Состав центрального пика — анортозитовый норит (AN); норит (60 % плагиоклаза, 35 % пироксена, 5 % оливина) (N); габбро-норито-троктолитовый анортозит с содержанием плагиоклаза 85-90 % (GNTA1) и 80-85 % (GNTA2). От центральных пиков на юго-восток отходит хребет, соединяясь с внутренним склоном вала. Дно чаши кратера пересеченное, с большим количеством невысоких поднятий местности, выпуклое в сечении.
При освещении Солнцем под высоким углом вал кратера и центральные пики выглядят значительно ярче окружающей местности и на дне чаши кратера видны белые пятна. Вал кратера имеет яркость 5° по таблице яркостей Шрётера.
Изучение кратера в инфракрасном спектре позволило выявить наличие по крайней мере трех слоев лавы. Импакт, образовавший кратер, видимо затронул интрузию силикатных минералов, то есть кристаллизованное тело магматических горных пород с высокой концентрацией магния.

## Сечение кратера
На приведенном графике представлено сечение кратера в различных направлениях, масштаб по оси ординат указан в футах, масштаб в метрах указан в верхней правой части иллюстрации.

## Сателлитные кратеры

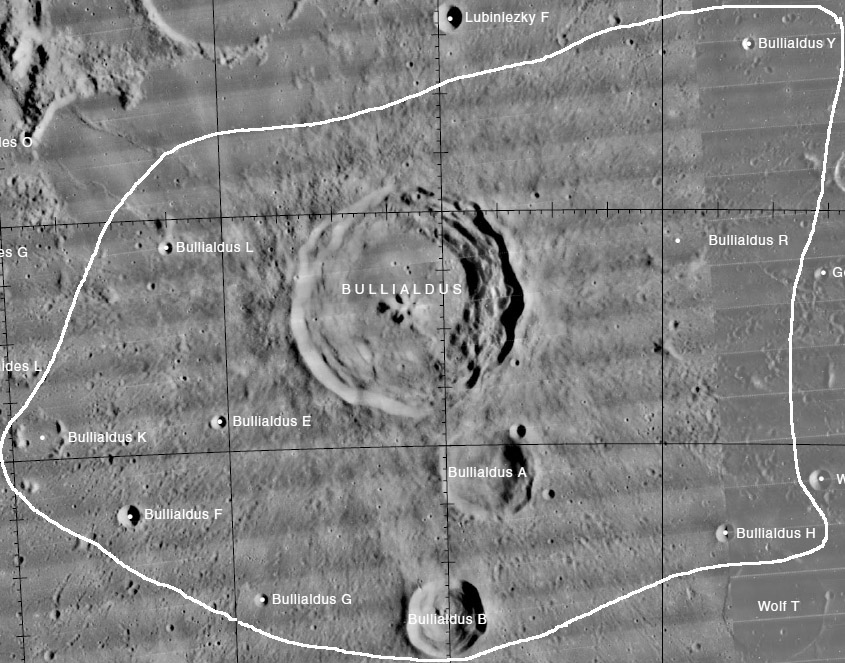
Фрагмент карты LAC-94.

| Буллиальд | Координаты                                            | Диаметр, км |
| --------- | ----------------------------------------------------- | ----------- |
| A         | 22°13′ ю. ш. 21°34′ з. д. / 22,21° ю. ш. 21,57° з. д. | 25,5        |
| B         | 23°28′ ю. ш. 21°58′ з. д. / 23,46° ю. ш. 21,96° з. д. | 21,3        |
| E         | 21°44′ ю. ш. 24°02′ з. д. / 21,74° ю. ш. 24,03° з. д. | 3,9         |
| F         | 22°31′ ю. ш. 24°55′ з. д. / 22,51° ю. ш. 24,91° з. д. | 5,9         |
| G         | 23°16′ ю. ш. 23°42′ з. д. / 23,27° ю. ш. 23,7° з. д.  | 3,4         |
| H         | 22°45′ ю. ш. 19°22′ з. д. / 22,75° ю. ш. 19,36° з. д. | 4,4         |
| K         | 21°47′ ю. ш. 25°41′ з. д. / 21,78° ю. ш. 25,69° з. д. | 12,0        |
| L         | 20°14′ ю. ш. 24°28′ з. д. / 20,23° ю. ш. 24,46° з. д. | 3,6         |
| R         | 20°14′ ю. ш. 19°50′ з. д. / 20,23° ю. ш. 19,84° з. д. | 16,8        |
| Y         | 18°35′ ю. ш. 19°11′ з. д. / 18,58° ю. ш. 19,18° з. д. | 3,2         |